# Lachaisea brevimucro
Lachaisea brevimucro is een vliesvleugelig insect uit de familie Eurytomidae. De wetenschappelijke naam is voor het eerst geldig gepubliceerd in 1981 door Boucek.